# هستی‌شناسی (علم اطلاعات)
هستی‌شناسی (به انگلیسی: Ontology) در علوم رایانه و علوم اطلاعات، شامل «نمایش»، «نامگذاری صوری» و نیز «تعریف رده‌ها»، «تعریف ویژگی‌ها»، و «تعریف رابطه» موجود بین مفاهیم، داده، و موجودیت‌هایی است که ماهیت (یک یا چندین یا تمام) دامنه‌های سخن را تشکیل می‌دهند. اگر بخواهیم ساده‌تر بگوییم، هستی‌شناسی روشی برای نمایش ویژگی‌های حوزه یک موضوع، و شیوه ارتباط آنها، از طریق تعریف یک «مجموعه‌ی شامل مفهوم و رده» برای نمایش آن موضوع است.
پایگاه شناخت به عنوان هستان‌شناسی (یا هستی‌شناسی) در علوم اطلاعاتی و علوم محاسباتی شناخته می‌شود که یک ساختار برای ذخیره، بازیابی و به‌اشتراک‌گذاری شناخت است و شناخت عبارتست از درک فردی از دانش یک دامنه. عناصر این ساختار، یک توصیف فرمال از مفاهیم موجود در یک دامنه و روابط و ضوابط بین آن‌ها فراهم می‌آورد.
علوم اطلاعات و علوم محاسبات، برای گسترش و کارایی بیشتر و نیز برآورده نمودن نیازهای وب معنایی، نیازمند به ساخت و ایجاد پایگاه شناخت هستند.
همچون بسیاری از زمینه‌ها و شاخه‌های دیگر فلسفه، پایگاه شناخت نیز در سایهٔ پیشرفت‌ها و تحوّلات اخیر در علوم اطلاعات، علوم مخابرات و ارتباطات، علوم رایانه، و محاسبات رواج و رونقی تازه و در سطحی گسترده به‌خود گرفته‌است.
به منظور آغاز به ساخت و گسترش وب معنی‌نگر، باید تا حدّ امکان قادر باشیم تمامی موجودات (entities) و مفاهیم (concepts) و نیز روابط و اتّصالات آن‌ها با یک‌دیگر را به صورت مدل‌هایی مجرد به زبان‌هایی که برای رایانه‌ها قابل درک است بیان نماییم. در علوم رایانه این گونه مدل‌های مجرد ماشینی را پایگاه شناخت نامیده‌اند که برآمده از مفاهیم و ایده‌های قدیمی‌تر و ژرف‌تر آن در فلسفه‌است.
از جملهٔ زمینه‌هایی که به نحوی چشم‌گیر و فعّال به امر طرّاحی، مهندسی، و ایجاد پایگاه شناخت پرداخته‌اند باید علوم پزشکی، بیوانفورماتیک، و به زبانی همه‌گیرتر علوم حیات (Biosciences) را برشمرد.

## تعریف
هر انسان به فراخور محیطی که در آن قرار دارد، نسبت به اشیای پیرامون خود شناخت پیدا می‌کند و این اشیا را به صورت تلویحی دسته‌بندی کرده و روابط بین آن‌ها را مشخص می‌کند. به عبارت غیر دقیق، به شناختی که شخص از پیرامون خود به‌دست می‌آورد هستی‌شناسی گفته می‌شود. یک عامل نرم‌افزاری هم باید درک روشنی از حوزه یا محیط کاری خود داشته باشد. هستی‌شناسی یک عامل نرم‌افزاری نیز به لحاط مفهوم مانند هستی‌شناسی انسان است. در ادبیات وب معنایی هستی‌شناسی عبارت است از بیان دقیق و رسمی خصوصیات تصوری که از دامنه وجود دارد. برای توصیف هستی‌شناسی‌ها، زبان‌های مختلفی ایجاد شده‌است؛ ولی در تمام این زبان‌ها دست‌کم یک هستی‌شناسی دارای سه مؤلفهٔ کلاس، رابطه و نمونه است. هستی‌شناسی‌ها در حقیقت شالودهٔ وب معنایی هستند و وب معنایی فقط با تعریف و استفاده از آن‌هاست که می‌تواند به سرانجام مناسب برسد. با استفاده از هستی‌شناسی‌ها می‌توان دانش موجود در دامنهٔ مورد بحث را به‌طور رسمی توصیف کرد. در وب معنایی عامل‌های نرم‌افزاری یا به‌طور کلی ماشین‌ها قادر می‌شوند از این دانش به نحو مطلوب استفاده کنند.

### هستی‌شناسی در انسان و ماشین
انسان به‌طور ناخودآگاه اشیای پیرامون خود را بر اساس خصلت‌های مشترک یا ارتباطات خاص بین آنها، دسته‌بندی می‌کند. این دسته‌بندی به درک محیط و پردازش تراکنش‌های آن کمک شایانی می‌کند. به عنوان مثال یک کارمند بانک در محیط کاری خود با اشیایی از قبیل مشتری، حساب، اوراق بهادار، حواله و … سروکار دارد. این کارمند به‌طور ذهنی و ناخودآگاه این اشیا را دسته‌بندی می‌کند. به عنوان نمونه، تمام مشتری‌های بانک ویژگی‌های مشترکی دارند، لذا آن‌ها را در یک دسته یا کلاس قرار داده و با نام مشتری به ذهن می‌سپارد؛ بنابراین می‌توان گفت، هر انسان به فراخور محیطی که در آن قرار دارد، نسبت به اشیای خاصی شناخت پیدا نموده، این اشیا را دسته‌بندی کرده و روابط بین آن‌ها را مشخص می‌کند. به شناختی که شخص از پیرامون خود به‌دست می‌آورد هستی‌شناسی گفته می‌شود. چنین تعریفی از هستی‌شناسی گرچه دقیق نیست ولی کمک بسزایی به درک بهتر مفهوم هستی‌شناسی می‌کند. در صورت آشنایی اندک با فلسفه، به‌راحتی رد پای این علم در تعریف هستی‌شناسی قابل مشاهده است.
یک عامل نرم‌افزاری نیز باید درک روشنی از حوزه یا محیط کاری خود داشته باشد. هستی‌شناسی یک عامل نرم‌افزاری به لحاظ مفهوم مانند هستی‌شناسی انسان است. تفاوت‌های اصلی بین هستی‌شناسی انسان و ماشین عبارتند از:
- هستی‌شناسی انسان بسیار وسیع‌تر از هستی‌شناسی ماشین است.
- هستی‌شناسی ماشین باید فُرمیک[۲] باشد. یعنی با یک زبان قابل‌فهم برای ماشین بیان شده باشد. همچنین باید شفاف و دقیق بوده یعنی تمام جزئیات به صورت کامل و غیرمبهم توصیف شده باشد. اما همان‌طور که ذکر شد، هستی‌شناسی انسان به صورت ناخودآگاه و تلویحی شکل می‌گیرد.

### هستی‌شناسی در وب معنایی
هستی‌شناسی‌ها در شاخه‌های مختلف از علوم کامپیوتر مانند وب معنایی، هوش مصنوعی، مهندسی نرم‌افزار، پایگاه‌های داده و پردازش زبان طبیعی مورد استفاده قرار گرفته‌اند. در هر یک از این شاخه‌ها تعریفی که از هستی‌شناسی ارائه می‌شود ممکن است تفاوت اندکی با تعاریف سایر شاخه‌ها داشته باشد. در متون مربوط به وب معنایی معمولاً تعریف گرابر از هستی‌شناسی را دست مایه قرار می‌دهند. مطابق این تعریف، «یک هستی‌شناسی عبارت است از بیان دقیق و رسمی خصوصیات یک تصور». این تعریف بسیار مختصر و مبهم است و نیاز به تفسیر و تعبیر دارد.
در تعریف گرابر، منظور از «تصور»، یک مدل ساده شده و انتزاعی از جهان است. برای رسیدن به یک تصور از جهان باید اشیا یا پدیده‌هایی از آن جهان که در آن تصور می‌گنجند شناسایی شده و ارتباط بین آن‌ها مشخص شود. همچنین در تعریف قبل منظور از «بیان دقیق و رسمی» این است که خصوصیات باید به‌گونه‌ای غیر مبهم و جامع بیان شوند به‌طوری‌که توسط ماشین قابل درک باشند.
یکی دیگر ار تعاریف مهم توسط سوآ ارائه شده‌است. از نظر وی «موضوع هستی‌شناسی مطالعهٔ گروه‌هایی از اشیا یا موجودات است که در یک حوزهٔ خاص وجود دارند یا ممکن است وجود داشته باشند. محصول چنین مطالعه‌ای یک هستی‌شناسی خوانده می‌شود. هستی‌شناسی، یک فهرست از انواع موجودات یا اشیایی است که در یک حوزه مانند D از منظر شخصی که از زبان L برای توصیف D استفاده می‌کند، موجودند». اما تعریف کنسرسیوم جهانی وب ازهستی‌شناسی به نوبهٔ خود از اهمیت بسزایی برخوردار است. مطابق این تعریف «هستی‌شناسی واژه‌ای برگرفته از فلسفه است و به علم توصیف انواع پدیده‌های موجود در جهان و ارتباط آن‌ها با یکدیگر اشاره دارد».
همان‌طور که مشاهده می‌شود، برای هستی‌شناسی یک تعریف واحد و جهان شمول وجود ندارد و هر یک از صاحب نظران با عنایت به دیدگاه و تخصص خود، تعریف خاصی از هستی‌شناسی ارائه کرده‌اند، ولیکن روح تمام تعاریف یکی است. انواع تعاریفی که از هستی‌شناسی در متون مختلف منتشر شده‌است توسط گارینو جمع‌آوری شده‌است. بخشی از این تعاریف عبارتند از:
- هستی‌شناسی، یک شاخهٔ علمی در فلسفه است.
- هستی‌شناسی، یک تصور غیررسمی از یک سیستم است.
- هستی‌شناسی، یک توصیف معنایی و رسمی است.
- هستی‌شناسی، بیان خصوصیات یک تصور است.
- هستی‌شناسی، نمایش یک سیستم مفهومی با استفاده از نظریه‌ها و فرضیه‌های علم منطق است.

### مولفه‌های یک هستی‌شناسی
همان‌طور که ذکر شد، یک هستی‌شناسی از منظر علوم کامپیوتر هنگامی معتبر است که فرمیک باشد. یعنی توسط ماشین قابل فهم باشد. برای تعریف فرمیکِ یک هستی‌شناسی باید از زبان‌های قابل‌فهم و قابل‌استدلال برای ماشین استفاده شود. بدین‌منظور زبان‌های مختلفی ایجاد شده‌است. در تمام این زبان‌ها، یک هستی‌شناسی دست‌کم دارای سه مؤلفه است: کلاس، رابطه و نمونه.
یک «کلاس» عبارت است از گروهی از موجودات یا اشیا که دارای ویژگی‌های مشابهی هستند. در ادبیات هستی‌شناسی گاهی به‌جای واژهٔ کلاس از واژه «مفهوم» استفاده می‌شود. کلاس‌های هستی‌شناسی با کلاس‌های زبان‌های شیءگرا اندکی متفاوتند. مطابق تعریف فوق، کلاس در هستی‌شناسی، یک مجموعه است حال آنکه در زبان‌های شیءگرا کلاس یک قالب برای ساخت اشیا است. به هر یک از اعضای یک کلاس، یک «نمونه» گفته می‌شود. یک شیء می‌تواند به چندین کلاس تعلق داشته باشد یا به عبارتی دیگر نمونهٔ چندین کلاس باشد. یک شیء در صورت داشتن ویژگی‌های خاص یا تأمین شروط ویژه می‌تواند به عضویت یک کلاس درآید یا نمونهٔ آن کلاس گردد. یک «رابطه»، همان‌طور که از اسمش برمی‌آید، نمونه‌هایی از یک کلاس را به نمونه‌هایی از یک کلاس دیگر یا به مقادیر ثابت، مرتبط می‌کند. اغلب به رابطه، «خصیصه» نیز گفته می‌شود.
برای درک بهتر، بحث را با مثالی از دنیای موسیقی روشن‌تر می‌کنیم. در هستی‌شناسی موسیقی، چهار کلاس آهنگ‌ساز، اثر، نوازنده و ساز را در نظر می‌گیریم. کلاس‌ها در هستی‌شناسی به‌صورت سلسله مراتبی سازمان‌دهی می‌شوند و طبیعتاً زیر کلاس‌ها مواردی را از ابرکلاس‌ها به ارث می‌برند. در دنیای موسیقی یک «اثر» ممکن است تک نوازی، هم‌نوازی یا سمفونی باشد؛ بنابراین می‌توان سه زیر کلاس برای کلاس «اثر» قایل شد، ولی در این مثال برای حفظ اختصار از آن‌ها صرف نظر شده‌است.
با اندکی توجه می‌توان ارتباط بین کلاس‌های هستی‌شناسی کوچک ارائه شده در این مثال را دریافت. یک آهنگساز، یک یا چند ساز را «می‌نوازد» و آثاری «خلق می‌کند». یک نوازنده یک یا چند ساز را می‌نوازد و در اجرای آثاری از یک آهنگساز، با وی «مشارکت می‌کند». این چهار جمله در مورد هستی‌شناسی حاوی اطلاعات مهمی در مورد ارتباط بین کلاس‌ها است. این ارتباطات در شکل نشان داده شده‌است. در این شکل، کلاس به صورت دایره، نمونه‌ها به‌صورت لوزی و خصیصه‌ها یا رابطه‌ها به‌صورت یال‌های بین نمونه‌ها، نشان داده شده‌است.
همان‌طور که در شکل مشاهده می‌شود؛ خصیصه‌ها، نمونه‌های کلاس‌ها را به یکدیگر مرتبط می‌کنند. به عنوان مثال، خصیصهٔ «می‌نوازد» یک نمونه مانند «علیزاده» از کلاس آهنگساز و «عندلیبی» از کلاس نوازنده را به‌ترتیب به «تار» و «نی» که نمونه‌هایی از کلاس ساز هستند، مرتبط می‌کند. گزاره‌هایی که در هستی‌شناسی شکل بیان شده‌اند، عبارتند از:
- نی‌نوا یک اثر موسیقایی است.
- شهناز، عندلیبی و علیزاده، نوازنده هستند.
- علیزاده، آهنگساز است.
- نی و تار، ساز هستند.
- علیزاده، نینوا را خلق کرده‌است.
- عندلیبی در نینوا، مشارکت کرده‌است.
- عندلیبی نی می‌نوازد و علیزاده و شهناز نوازندهٔ تار هستند.

از مثال طرح شده در دنیای موسیقی می‌توان چنین استنباط کرد که اگر، در یک دامنه یا حوزهٔ خاص تمام اشیا یا موجوداتی را که وجود دارند یا ممکن است وجود داشته باشند، مورد مطالعه قرار داده، آن‌ها را بر اساس ویژگی‌هایشان دسته‌بندی یا کلاس بندی کرده و ارتباط بین اشیا نیز مشخص شود، در حقیقت هستی‌شناسی آن دامنه یا حوزه را به‌دست آورده‌ایم. به مجموعهٔ تمام نام‌هایی که در یک هستی‌شناسی از آن‌ها استفاده می‌شود واژگان آن هستی‌شناسی گفته می‌شود. واژگان یک هستی‌شناسی دربرگیرنده نام تمام اشیا، کلاس‌ها و خصیصه‌های آن است. در هستی‌شناسی موسیقی، ۴ کلاس، ۳ خصیصه و ۶ نمونه، با اختصاص نام‌های منحصر به‌فرد، توصیف شده‌است، بنابراین می‌توان گفتن واژگان هستی‌شناسی مذکور دارای ۱۳ نام است.

### تفاوت هستی‌شناسی با رده‌بندی
در هستی‌شناسی واژگان به نحوی آراسته می‌شود که اولاً بیانگر مفاهیم، اشیا و ارتباط بین آن‌ها باشد و ثانیاً رسمی باشد؛ یعنی توسط ماشین قابل فهم باشد. در مقابل هستی‌شناسی، سیستم‌های دیگری برای آرایش نام‌ها وجود دارند که غیررسمی بوده و برای استفادهٔ مستقیم توسط انسان، مناسبند. یکی از این سیستم‌ها، رده‌بندی است. رده‌بندی عبارتست از سیستمی که اشیا یا موجودات را بر اساس خصوصیات و روابط طبیعی و ذاتی آن‌ها در گروه‌هایی سازمان‌دهی می‌کند. یکی از کاربردهای رایج آن، رده‌بندی موجودات زنده است که توسط زیست شناسان انجام شده‌است.
در رده‌بندی، نام‌ها به صورت سلسله مراتبی سازمان دهی می‌شوند و بین آن‌ها صرفاً رابطهٔ پدر-فرزند یا همان رابطهٔ تعمیم، به رسمیت شناخته می‌شود و از مابقی رابطه‌ها مانند علت-معلول، بخشی-از و مربوط با صرف نظر می‌شود. این ویژگی محدودیت‌های زیادی را به سیستم رده‌بندی تحمیل می‌کند. مهم‌ترین محدودیت اینست که برای اشیای رده‌بندی شده نمی‌توان ترتیبی اتخاذ کرد که صفات آن‌ها هم در آن سازمان دهی بگنجد؛ زیرا که رابطهٔ بین یک شیء به یکی از صفاتش یقیناً رابطهٔ پدر-فرزندی نیست. در مقایسه با رده‌بندی، در هستی‌شناسی انواع روابط قابل تعریف است و بنا به ماهیت یک مفهوم یا شیء، می‌توان صفات آن را نیز به‌ساختار مطلوب سازمان‌دهی کرد.
در شکل زیر موقعیت یوزپلنگ ایرانی در رده‌بنده موجودات زنده نشان داده شده‌است. در این شکل هر رده با یک مستطیل احاطه گردیدهاست.

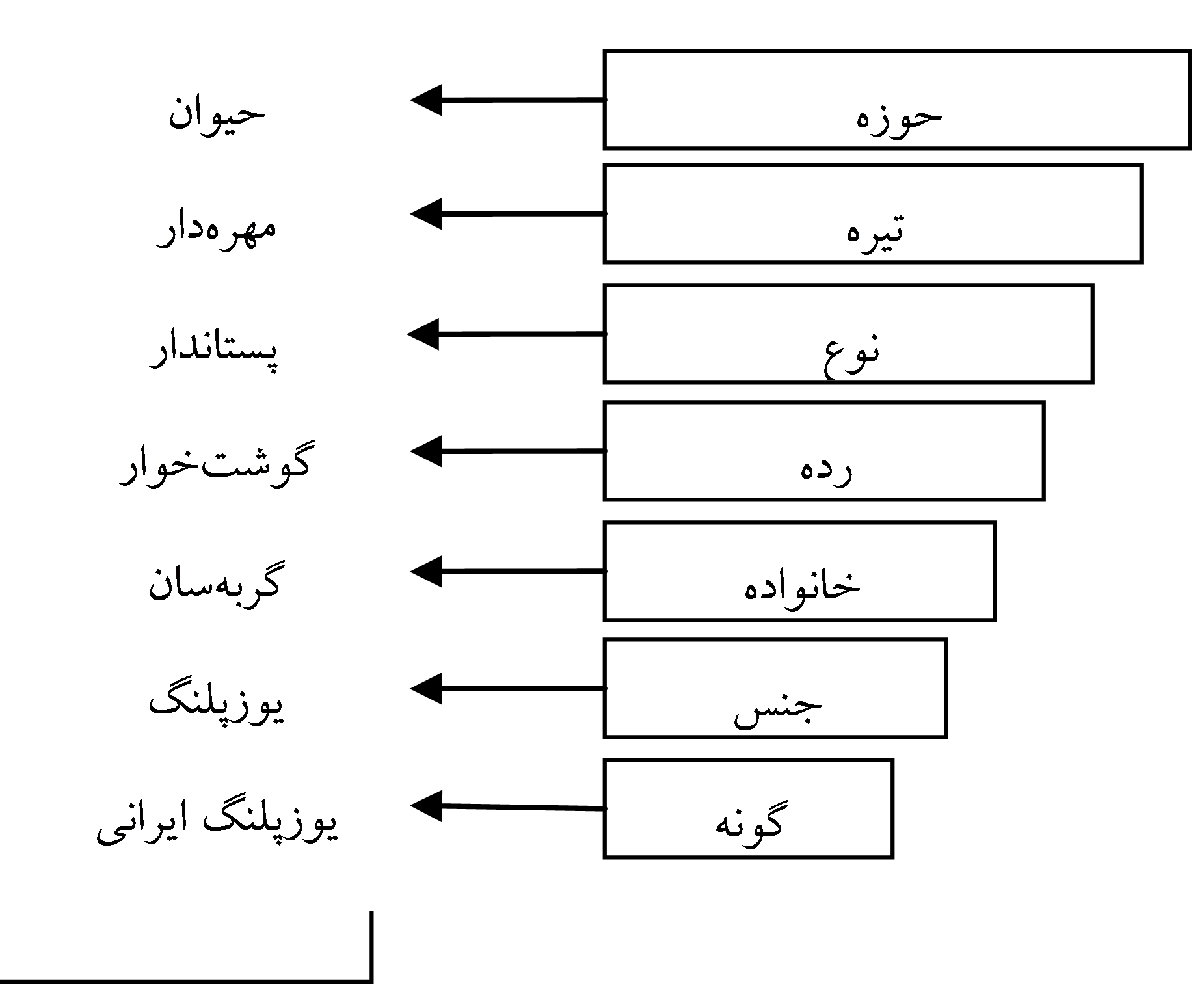
موقعیت یوزپلنگ ایرانی در رده‌بندی موجودات زنده

همان‌طور که در شکل نشان داده شده، سیستم شاخه‌بندی فایل‌های کامپیوتر را هم می‌توان به عنوان یک سیستم رده‌بندی به‌حساب آورد. البته رابطه‌ای که در این سیستم رعایت می‌شود رابطهٔ شاخه-زیرشاخه است. این رابطه در مقایسه با دو مثال قبل و تعریف رده‌بندی، یک رابطهٔ ضعیف به‌حساب می‌آید. چونکه بر اساس تعریف رده‌بندی، گروه‌بندی موجودات بر اساس ویژگی‌های طبیعی آن‌ها صورت می‌گیرد. رابطهٔ شاخه-زیرشاخه از این حیث دارای معنای ضعیف‌تری است که یک شاخه می‌تواند زیرشاخه‌ای داشته باشد که با خود شاخه مصداق معنایی نداشته باشد. به عنوان مثال در یک شاخه که حاوی آلبوم‌های موسیقی است، ممکن است یک زیرشاخه حاوی نرم‌افزار وجود داشته باشد که هیچ‌گونه مصداق معنایی با هم ندارند ولی رابطهٔ شاخه-زیرشاخه رعایت شده‌است.

### تفاوت هستی‌شناسی با فرهنگ جامع
«رده‌بندی» به عنوان نوعی سیستم آرایش نام که توسط انسان استفاده شده و با کمک رابطهٔ پدر-فرزند، موجودات را بر اساس ماهیت طبیعی آن‌ها در گروه‌هایی سازمان‌دهی می‌کند، معرفی شد. یکی دیگر از سیستم‌های سازمان‌دهی نام‌ها، فرهنگ جامع یا اصطلاح‌نامه است. فرهنگ جامع، یک رده‌بندی غنی شده‌است؛ به‌گونه‌ای که شماری از روابط معنایی را بین موجودات سازمان دهی شده، به رسمیت می‌شناسد. به عنوان مثال برای یک مفهوم، مفاهیم معادل، متضاد و مرتبط؛ قابل توصیف است. مؤسسهٔ استاندارد آمریکا فرهنگ جامع را چنین تعریف می‌کند: «فرهنگ جامع یک واژگان کنترل شده‌است که به‌صورت مشخص سازمان‌دهی و ساختاردهی شده است، به‌گونه‌ای که در آن روابطی مانند معادل بودن، تشابه املایی، وراثتی و رابطه‌ای به‌وضوح نشان‌داده می‌شود. این رابطه‌ها با استفاده از شناسه‌های استاندارد مشخص می‌شوند».
به خدمت گرفتن فرهنگ جامع می‌تواند متضمن عدم وقوع تناقض و ناسازگاری بین مفاهیم گردد. همچنین وجود ارتباطات معنایی بین مفاهیم، باعث بهبودی جستجوی اطلاعات و تسهیل مکان یابی آن‌ها می‌گردد. این قابلیت‌های فرهنگ جامع، مرهون تعریف شماری از رابطه‌های استاندارد و محدو بین مفاهیم و استفاده از آن‌ها در سازمان دهی مفاهیم است. در جدول زیر رابطه‌های تعریف شده در فرهنگ جامع یونسکو و شناسه‌های این رابطه‌ها نشان داده شده‌است. در این فرهنگ جامع، کلمات مرتبط با شاخه‌های مختلف علمی، ادبی و هنری توصیف و تشریح شده‌اند. شاخه‌های مختلفی که در این فرهنگ جامع پوشش داده شده‌اند عبارتند از: آموزش، علوم، فرهنگ، علوم انسانی و اجتماعی، اطلاعات و ارتباطات، سیاست، حقوق و اقتصاد. همچنین در این فرهنگ جامع نام کشورها و تقسیم‌بندی آن‌ها از نظر سیاسی، اقتصادی، جغرافیایی، نژادی و مذهبی نیز موجود است.
جدول رابطه‌های تعریف شده در فرهنگ جامع یونسکو
| نوع رابطه  | شرح رابطه | پیشوند                                                  |
| ---------- | --- | ------------------------------------------------------- |
| وراثتی     | کلمات در یک ساختار سلسه‌مراتبی به هم پیوند داده می‌شوند تا برای هر مفهوم، مفاهیم خاص‌تر و عام‌تر آن را بتوان بیان کرد. | BT (Broader Than) NT (Narrower Than) MT (MicroThesauri) |
| رابطه‌ای    | کلمات مشابه در یک ساختار غیر سلسله‌مراتبی به هم مرتبط می‌شوند                                                        | RT (Related Term)                                       |
| معادل بودن | کلماتی که به‌صورت غیرمعمول یا غیررسمی، مترادف یک کلمه استفاده می‌شوند توسط این پیشوند مشخص می‌شود.                    | UF (used-for, ornonpreferred term)                      |
| فرانسوی    | معادل فرانسوی یک کلمه مشخص می‌شود                                                                                   | FR                                                      |
| اسپانیایی  | معادل اسپانیایی یک کلمه مشخص می‌شود                                                                                 | SP                                                      |

در مثال زیر توضیحات فرهنگ جامع یونسکو در مورد کلمهٔ خاورمیانه (Middle East) نشان داده شده‌است:
Middle East
MT 7.15 Asia and the Pacific
FR Moyen-Orient
SP Oriente Medio
UF Near East
NT1 Afghanistan
NT1 Cyprus
NT1 Persian Gulf States
NT2 Bahrain
NT2 Kuwait
NT2 Oman
NT2 Qatar
NT2 Saudi Arabia
NT2 United Arab Emirates
NT1 Iran
NT1 Iran, Islamic Republic
NT1 Iraq
NT1 Jordan
NT1 Lebanon
NT1 Palestine
NT1 Syrian AR
NT1 Turkey
NT1 Yemen
RT Arab States
RT Asia
محدودیتی که گریبان گیر فرهنگ جامع است ناشی از محدود و مشخص بودن رابطه‌های تعریف شده بین مفاهیم است. بسیاری از روابط جاری بین مفاهیم و موجودات جهان فراتر از این رابطه‌های محدود است. بسیاری از روابط بین مفاهیم در یک فرهنگ جامع قابل بیان نیستند. زیراممکن است آن روابط در آن فرهنگ جامع به رسمیت شناخته نشوند. در مقایسه با فرهنگ جامع، هستی‌شناسی از این‌گونه محدودیت‌ها مبری است ولی باید پذیرفت که فرهنگ‌های جامع در مقایسه با رده‌بندی استعداد بیشتری برای نشان دادن روابط جاری بین مفاهیم و موجودات جهان دارند.

### نقش هستی‌شناسی در وب معنایی
هستی‌شناسی‌ها در حقیقت شالودهٔ وب معنایی هستند و وب معنایی فقط با تعریف و استفاده از آن‌هاست که می‌تواند به سرانجام مناسب برسد. باید در وب معنایی تدابیری اتخاذ گردد که معنای اطلاعات پراکنده در وب توسط ماشین‌ها نیز قابل فهم باشد. یکی از مهم‌ترین تدابیر، تعریف و استفادهٔ مناسب از هستی‌شناسی هاست. یک هستی‌شناسی با مشخص کردن مفاهیم و موجودات یک دامنه و توصیف روابط بین آن‌ها به‌صورت رسمی و قابل فهم توسط ماشین و با به‌خدمت گرفتن مجموعه‌ای از قواعد، در حقیقت دانش موجود در آن دامنه را به‌صورت رسمی بیان می‌کند. با توصیف رسمی دانش به کمک هستی‌شناسی‌ها، عامل‌های نرم‌افزاری یا به‌طور کلی ماشین‌ها در وب معنایی قادر می‌شوند از آن دانش به نحو مطلوب استفاده کنند. برگ برندهٔ هستی‌شناسی اینست که استعداد بیان دانش را به‌صورت رسمی، دارا بوده و این دقیقاً همان چیزی است که وب معنایی به آن نیاز دارد. می‌توان نقش هستی‌شناسی‌ها را در وب معنایی چنین بیان کرد:
- هستی‌شناسی‌ها توانایی پردازش دانش، به‌اشتراک‌گذاری آن بین عامل‌های مختلف و استفادهٔ مجدد از آن را در محیط وب ایجاد می‌کنند. هستی‌شناسی‌ها چنین توانایی‌هایی را مدیون تعریف و توصیف مفاهیم و موجودات و بیان ارتباط بین آن‌ها به‌صورت رسمی، می‌باشند.
- با تجزیه و تحلیل محتوای صفحات وب، می‌توان داده‌های موجود در صفحات را به مفاهیم موجود در هستی‌شناسی‌ها نگاشت کرد. چنین عملی باعث بالا بردن درجهٔ همکاری بین انسان و ماشین شده به‌گونه‌ای که ماشین‌ها مستعدِ به‌عهده گرفتن بسیاری از وظایف انسان می‌شوند.
- هستی‌شناسی‌ها برای فعالیت سرویس‌های هوشمند، بستر مناسبی فراهم می‌کنند. به عنوان مثال در سرویس‌هایی مانند جستجو هوشمند در وب، فیلترهای اطلاعاتی، یکپارچه‌سازی هوشمند اطلاعات و مدیریت دانش، استفاده از هستی‌شناسی‌ها می‌تواند بسیار کارساز باشد.

با طرح یک مثال دیگر در دنیای موسیقی، به‌طور ساده نقش هستی‌شناسی در وب معنایی را بیان می‌کنیم. فرض کنید قرار است در یک وبگاه، تمام آثار حسین علیزاده معرفی شود. در این وبگاه هر یک از آلبوم‌های وی معرفی شده و نوازندگان و آهنگ‌سازان آن تشریح می‌شود. همچنین برای هر یک از تصنیف‌ها و آوازهای یک آلبوم، دستگاه‌ها و گوشه‌های آوازی استفاده شده نیز باید مشخص شود. در شکل زیر صفحه‌ای از این وبگاه که آلبوم «نی‌نوا» را معرفی می‌کند، نشان داده شده‌است.

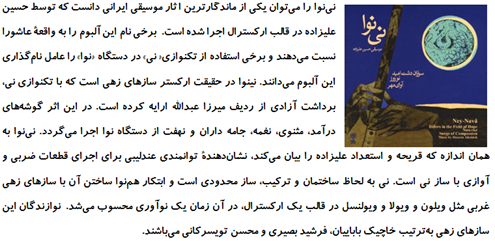
توصیف آلبوم «نی‌نوا» اثر حسین علیزاده

حال می‌خواهیم با استفاده از هستی‌شناسی موسیقی، تمام مفاهیم مورد نظر را توصیف کرده و صفحهٔ مذکور را معنایی کنیم تا بدین وسیله، مفهوم وب معنایی و هدف آن روشن شود. همان‌طور که ذکر شد، در یک هستی‌شناسی، موجودات یا اشیا در قالب تعدادی کلاس دسته‌بندی می‌شوند. همچنین ارتباط مابین این موجودات با استفاده از خصیصه‌ها، توصیف می‌شود. در شکل زیر، کلاس‌ها و خصیصه‌های هستی‌شناسی موسیقی نمایش داده شده‌است. در این شکل شش کلاس خواننده، نوازنده، آهنگساز، ساز، آلبوم، دستگاه و گوشه توصیف شده‌است. نمونه‌های این کلاس‌ها با هم در ارتباط هستند. به‌عنوان مثال، یک خواننده در یک یا چند آلبوم که توسط یک آهنگساز ساخته شده‌است، می‌خواند. یک آلبوم با همکاری مجموعه‌ای از نوازنده‌ها، در گوشه‌های مختلفی از دستگاه‌های موسیقی سنتی اجرا می‌شود. موسیقی ایرانی از هفت دستگاه تشکیل شده و هر یک از این دستگاه‌ها از مجموعه‌ای از گوشه‌ها تشکیل شده‌است. ارتباط بین شش کلاس مذکور، با خصیصه‌ها توصیف می‌شود. در این شکل، خصیصه‌ها با خطوط نقطه‌چین نشان‌داده شده‌است. به‌عنوان مثال؛ خصیصهٔ ساخته_است، نمونه‌هایی از کلاس آهنگساز را به نمونه‌هایی از کلاس آلبوم مرتبط می‌کند.

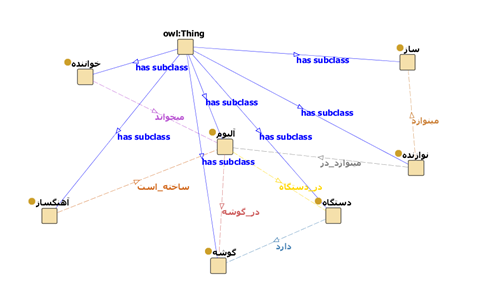
نمایش هستی‌شناسی «موسیقی» با استفاده از گراف

حال معنای اطلاعات بیان شده در صفحهٔ وب نشان داده شده در شکل توصیف آلبوم «نی‌نوا» باید در هستی‌شناسی موسیقی درج شود. در شکل زیر نحوهٔ معنایی کردن صفحهٔ مذکور نشان داده شده‌است. همان‌طور که در این شکل مشاهده می‌شود، اطلاعات نشان داده شده در صفحهٔ وب، باید به کلاس‌ها، نمونه‌ها و خصیصه‌های هستی‌شناسی موسیقی نگاشت شوند. این نگاشت باید به‌گونه‌ای باشد که جدا از لفاظی‌های مرسوم در صفحات وب، جان کلام در هستی‌شناسی منعکس شود. صفحات وب و هستی‌شناسی مربوط به آن‌ها در واقع واقعیات یکسانی را باید بیان کنند. در شکل زیر، قسمتی از نگاشت بین کلمات بیان شده در یک صفحه و مفاهیم مرتبط در هستی‌شناسی با خطوط جهت‌دار، نشان داده شده‌است. هنگامی که تمام اطلاعات موجود در صفحهٔ وب استفاده شده در مثال، در هستی‌شناسی درج شود، آن‌گاه صفحهٔ مذکور در واقع برای دو مخاطب ارائه می‌شود. مخاطب اول انسان است که از خود صفحه استفاده می‌کند و مخاطب دوم ماشین است که از هستی‌شناسی مربوط استفاده می‌کند.
شکل زیر، هستی‌شناسی موسیقی را در حالتی نشان می‌دهد که قسمتی از اطلاعات بیان شده در مورد آلبوم «نی‌نوا» را دربردارد. البته در این شکل، برای جلوگیری از شلوغی، ارتباط بین نمونه‌ها نشان داده نشده‌است. به عبارت دیگر، در این شکل خصیصه‌های نمونه‌های هستی‌شناسی، مقداردهی نشده‌اند.

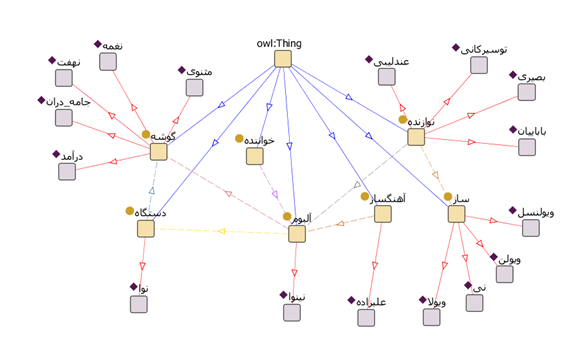
هستی‌شناسی موسیقی پس از توصیف قسمتی از اطلاعات مربوط به آلبوم نی‌نوا

باید توجه شود که در مثال قبل، معنایی کردن یک صفحه از وب، با ساده انگاری همراه بوده و از بسیاری از مسایل جانبی صرف نظر شده‌است. مثال مذکور گرچه کامل و جامع نمی‌باشد ولی هدف وب معنایی و نقشی که هستی‌شناسی‌ها در نیل به این هدف ایفا می‌کنند، به‌وضوح نمایانده شده‌است. برای ایجاد هستی‌شناسی‌ها روش‌ها و شیوه‌های گوناگونی ارائه شده‌است. در برخی از این شیوه‌ها، از متدولوژی‌های مهندسی نرم‌افزار الهام گرفته شده‌است. به‌کارگیری این متودولوژی‌ها برای ایجاد یک هستی‌شناسی، تلاش زیاد و دقت فراوانی می‌طلبد. به‌رغم وجود پیچیدگی‌ها و دشواری‌های خاص در فرایند تولید هستی‌شناسی، ایجاد هستی‌شناسی‌های مناسب، فقط پیش درآمدی برای عملی شدن چشم‌اندار وب معنایی است.
در حال حاضر ما با وبی آکنده از اطلاعات و سرویس‌هایی مواجه هستیم که برای استفادهٔ انسان ارائه شده‌اند. حال این سؤال مهم مطرح می‌شود که چگونه می‌توان به این حجم عظیم اطلاعات موجود، معنای قابل فهم توسط ماشین هم افزوده شود؟ امروزه تلاش بسیاری از محققان وب معنایی، در پاسخ به این سؤال متمرکز شده و بدین منظورراهبردهایی نیز ارائه شده‌است. با توجه به کثرت اطلاعات موجود در وب، در اغلب راهبردها سعی می‌شود که فرایند معنایی کردن صفحات کنونی وب به‌طور خودکار انجام شود. در این راهبردها سعی می‌شود تا با به‌خدمت گرفتن ابزار مناسب و استفاده از تکنیک‌های پردازش زبان طبیعی، صفحات کنونی وب با توصیف فراداده‌های مبتنی بر هستی‌شناسی، حاشیه‌نویسی شوند.

### دسته‌بندی هستی‌شناسی‌ها
هستی‌شناسی‌ها را می‌توان از زوایای مختلف دسته‌بندی نمود. از یک زاویه می‌توان هستی‌شناسی‌ها را براساس طیف معنایی آن‌ها دسته‌بندی کرد. در این نوع دسته‌بندی، هستی‌شناسی‌ها بر اساس ساختار و محتوای داخلی آن‌ها دسته‌بندی می‌شوند. به‌طوری‌که با توجه به بار معنایی آن‌ها، از سبک وزن تا سنگین وزن، سازمان‌دهی می‌شوند. در این بخش، هستی‌شناسی‌ها از جنبه‌ای دیگر دسته‌بندی می‌شوند. در این دسته‌بندی می‌توان هستی‌شناسی‌ها را بر اساس میزان عمومیت آن‌ها یا نحوهٔ استفاده از آن‌ها، تقسیم‌بندی نمود. بر این اساس، هستی‌شناسی‌ها به دسته‌های زیر تقسیم می‌شوند:
- هستی‌شناسی‌های عام:[۲۲] در این نوع هستی‌شناسی مفاهیمی که از عمومیت زیادی برخوردارند، توصیف می‌شوند. این نوع از هستی‌شناسی‌ها به دامنهٔ خاصی بستگی نداشته و اغلب به مفاهیمی می‌پردازند که می‌توانند به عنوان دست مایه‌ای برای ایجاد هستی‌شناسی‌های خاص تر، مورد استفاده قرار بگیرند.
- هستی‌شناسی‌های دامنه:[۲۳] این نوع هستی‌شناسی‌ها برای توصیف واژگان متعلق به یک حوزه یا دامنهٔ خاص، مورد استفاده قرار می‌گیرند. در فرایند ایجاد چنین هستی‌شناسی‌هایی معمولاً از مفاهیم توصیف شده در یک یا چند هستی‌شناسی عام، به نحومطلوب استفاده شده و آن مفاهیم برای دامنهٔ مورد بحث، اختصاصی می‌شوند.
- هستی‌شناسی‌های وظیفه:[۲۴] در این نوع هستی‌شناسی واژگانی گنجانده می‌شوند که برای توصیف یک وظیفه یا فعالیت کلی و عمومی در یک دامنة خاص، مورد نیاز می‌باشند. در فرایند ایجاد این نوع از هستی‌شناسی‌ها نیز می‌توان از هستی‌شناسی‌های عام به‌نحو مطلوبی استفاده کرد.
- هستی‌شناسی‌های کاربرد:[۲۵] در این نوع از هستی‌شناسی‌ها مفاهیمی توصیف می‌شوند که هم به یک دامنة خاص وابسته‌اند و هم به یک وظیفة خاص در آن دامنه وابستگی دارند. در حقیقت این مفاهیم مربوط به نقش‌هایی است که موجودیت‌ها یا اشیای توصیف شده در هستی‌شناسی دامنه در انجام عملیات و وظایف توصیف شده در هستی‌شناسی وظیفه، به‌عهده دارند. این نوع از هستی‌شناسی‌های عموماً قابلیت به‌اشتراک‌گذاری کمتری دارد ولی در فرایند ایجاد آن‌ها از هستی‌شناسی‌های دامنه و وظیفه استفاده می‌شود.

در شکل زیر ارتباط این چهار نوع هستی‌شناسی نشان داده شده‌است. همان‌طور که قابل مشاهده است، هستی‌شناسی‌های نوع عام به عنوان مبنایی برای ایجاد هستی‌شناسی‌های دامنه و وظیفه استفاده می‌شود و برای ایجاد هستی‌شناسی نوع کاربرد می‌توان از هستی‌شناسی‌های نوع دامنه و وظیفه استفاده کرد. هستی‌شناسی کاربرد خاص‌ترین نوع هستی‌شناسی است که به چگونگی انجام وظایف تشریح شده در یک دامنه خاص می‌پردازد.